# عنوان‌ها و لقب‌های مالایی
عنوان‌ها و لقب‌های مالایی (انگلیسی: Malay styles and titles)، در زبان مالایی سیستم پیچیده‌ای از لقب‌ها، عنوان‌ها و عنوان‌های افتخاری وجود دارد که به‌طور گسترده در برونئی، مالزی و سنگاپور مورد استفاده قرار می‌گیرد.
برونئی، مالزی، سنگاپور و تعدادی استان در اندونزی به‌طور منظم عنوان‌های افتخاری و مادام العمر را اعطاء می‌کنند. مطالبی که در این مقاله آمده است به سیتم عنوان و لقب‌های مالزی اختصاص دارد. در موقع مقتضی، ارجاع به برونئی و اندونزی ذکر گردیده است. در مالزی، تمام عنوان‌های غیر وراثتی را می‌توان به زنان و مردان اعطاء کرد.

## رَوِیه
هنگام نوشتن رسمی یا خطاب قرار دادن نام اشخاص باید به ترتیب: لقب افتخاری، رتبه حرفه‌ای، عنوان ارثی سلطنتی، عنوان فدرالی، عنوان ایالتی، عنوان ارثی غیر سلطنتی، دکتر (پزشکی یا فلسفه)، حاجی و حاجا (برای مرد و زن مسلمان که مراسم حج را به جای آورده‌اند) و در آخر نام فرد، مورد استفاده قرار گیرد.
به عنوان مثال، در برونئی عنوان وزیر برای گروهی از اشراف‌زادگان سلطنتی استفاده می‌شود، به عبارت دیگر یکی از شاهزادگان سلطنتی که از گاهارا (gahara) (نوادگان اصیل سلطان) می‌باشد و بعد از سلطان دومین مقام رسمی کشور هستند. بعد از این عنوان، چِتِریا (Cheteria) قرار دارد که تنها به پنگیران (Pengiran) که به مشاغل خاصی مبادرت می‌ورزند و رتبه‌ای بالاتر از مانتری، گروهی از اشراف‌زادگان غیرسلطنتی قرار دارند، اعطاء شده است.
وقتی فرد در ایالت موطن خود قرار دارد، عنوان ایالتی ممکن است قبل از عنوان فدرالی بیاید. نمونه ای از آن نخست‌وزیر ساراواک، آبنگ عبدالرحمان جوهری آبنگ اوپنگ است که عنوان فدرالی او تان سری و عنوان ایالتی داتوک پاتینگی می‌باشد. عنوان او به صورت‌های ذیل بیان می‌شود:
- یانگ آمات بِرهورمات تان سری داتوک پاتینگی (دکتر) آبنگ حاجی عبدالرحمان جوهری بن تون داتوک آبنگ حاجی اوپنگ (در وضعیت فدرالی)
- یانگ آمات بِرهورمات داتوک پاتینگی تان سری (دکتر) آبنگ حاجی عبدالرحمان جوهری بن تون داتوک آبنگ حاجی اوپنگ (در وضعیت ایالت موطنی)

مورد استثناء دیگر، هنگامی است که فرد جایزه‌ای از ایالتی غیر از ایالت موطن خود دریافت کرده است، هنگام بازدید فرد از ایالت اعطاء کننده جایزه، عنوان فرد در آن ایالت جای عنوان موطنی فرد (در صورت وجود) قرار خواهد گرفت. به عنوان مثال در مورد انور ابراهیم، دهمین نخست‌وزیر مالزی اعلام و درج عنوان به ترتیب ذیل خواهد بود:
- یانگ آمات برهورمات داتو سری انور بن ابراهیم (فدرالی)
- یانگ آمات برهورمات داتوک سری پانگلیما انور بن ابراهیم (در ایالت صباح)
- یانگ آمات برهورمات داتو سری اوتاما انور بن ابراهیم (در ایالت پنانگ)
- یانگ آمات برهورمات داتو سری دیراجا انور بن ابراهیم (در ایالت پرلیس)

لقبی که فرد بر اساس فضیلت عنوان سلطنتی دارد همیشه بر عنوان‌های غیر سلطنتی پیشی می‌گیرد. مردان خانواده سلطنتی ممکن است از واژه الحاج به جای حاجی استفاده کنند. نمونه‌ای از عنوان تصحیح شده مرتبط با این نکته طبق ذیل است:
- یانگ آمات مولیا ژنرال تنگکو داتو (نام) الحاج.

## خانواده سلطنتی مالایی
عنوان‌هایی که در ذیل آمده است ارثی بوده و به خانواده‌های سلطنتی برونئی و ۹ ایالت سلطان‌نشین مالزی اختصاص دارد.
برونئی
عنوان‌هایی که در ذیل آمده است برای نام بردن از اعضاء سرای سلطنتی برونئی دارالسلام استفاده می‌شود. به خاطر اینکه برونئی یک پادشاهی مطلقه است اهمیت دارد که اعضاء خانواده سلطنتی را با عنوان صحیح یاد کنند. به کارگیری نادرست ممکن است باعث ناراحتی گردد. 
- سلطان دان یانگ دی‌پرتوان نگارا برونئی دارالسلام عنوان رسمی سلطان برونئی است که ملقب به که‌بَواه دولی یانگ ماها مولیا پادوکا سری باگیندا سلطان (اعلیحضرت سلطان) (به مالایی:Kebawah Duli Yang Maha Mulia Paduka Seri Baginda Sultan) می‌باشد‌.

- راجا ایستری (به معنی همسر پادشاه؛ شهبانو) عنوان رسمی ارشد‌ترین همسر حاکم است که ملقب به که‌بَواه دولی یانگ ماها مولیا پادوکا سری باگیندا راجا ایستری (اعلیحضرت ملکه) (به مالایی:Kebawah Duli Yang Maha Mulia Paduka Seri Baginda Raja Isteri) می‌باشد‌.

- بگاوان سلطان مقام سلطان مستعفی سابق (آخرین بار به عمر علی سیف‌الدین سوم تعلق گرفت که به نفع پسرش از قدرت کناره‌گیری کرد) است که ملقب به که‌بَواه دولی یانگ ترامات مولیا پادوکا سری بگاوان سلطان (اعلیحضرت بگاوان سلطان)  (به مالایی:Kebawah Duli Yang Teramat Mulia Paduka Seri Begawan Sultan) می‌باشد.

- بگاوان راجا عنوان رسمی ملکه مادر است که ملقب به که‌بَواه دولی یانگ ترامات مولیا پادوکا سوری سری (اعلیحضرت بگاوان ملکه)  (به مالایی:Kebawah Duli Yang Teramat Mulia Paduka Suri Seri) می‌باشد.